# Elżbieta Stokowska-Zagdan
Elżbieta Stokowska-Zagdan (ur. 1974) – polski pedagog, doktor nauk humanistycznych, profesor Państwowej Uczelni im. Stefana Batorego i jej rektor na kadencję 2020–2024.

## Życiorys
Absolwentka Liceum Ogólnokształcącego im. Króla Kazimierza Jagiellończyka w Wysokiem Mazowieckiem. Studia ukończyła w 1998 na Wydziale Nauk o Wychowaniu Uniwersytetu Łódzkiego na kierunku pedagogika. W 2005 uzyskała stopień doktora nauk humanistycznych. W 2007 roku związała swoją karierę zawodową z Państwową Uczelnią im. Stefana Batorego (wówczas Państwową Wyższą Szkołą Zawodową w Skierniewicach). W latach 2012–2015 pełniła funkcję Prorektora ds. studenckich i dydaktyki, następnie w latach 2015–2019 Prorektora ds. dydaktyki i badań oraz Prorektora ds. ogólnych i rozwoju (2019–2020). 11 maja 2020 została wybrana na rektora uczelni na kadencję 2020–2024.
Od 2007 roku jest ekspertem ds. oceny projektów unijnych w instytucjach rządowych i samorządowych, w tym w Narodowym Centrum Badań i Rozwoju, Centrum Projektów Europejskich, Ministerstwie Nauki i Szkolnictwa Wyższego, Polskiej Agencji Rozwoju Przedsiębiorczości.

## Publikacje
- Elżbieta Stokowska-Zagdan, Jolanta Flanz (redakcja naukowa), Kształcenie ustawiczne. Wymiar interdyscyplinarny, Wydawnictwo PWSZ, Skierniewice 2018, ISBN 978-83-61467-76-2
- Elżbieta Stokowska-Zagdan, Edukacja zdrowotna w warunkach uzdrowiskowych (rozdział [w:] Andrzej Gałecki (redakcja naukowa), W trosce o bezpieczne jutro. Reminiscencje i zamierzenia), Poznań 2019, ISBN 978-83-65096-92-0